# 우젠국

우젠노쿠니

우젠노쿠니(일본어: 羽前国)는 메이지 시대에 설치되었던 일본의 옛 구니이다. 그 영역은 도도부현 체제 야마가타현 대부분에 해당한다.
1868년 12월 7일 데와노쿠니 분할에 따라 우젠노쿠니와 우고노쿠니가 설치되었다.